# Masa służbowa
Masa służbowa – całkowita masa netto pojazdu szynowego wraz z obsługą i pełnym zapasem materiałów eksploatacyjnych (piasek, woda, paliwo), zwykle wyrażana w tonach.